# Amphion (Sohn des Hyperasios)
Amphion (altgriechisch Ἀμφίων Amphíōn) ist eine Figur der griechischen Mythologie.
Er ist ein Sohn des Hyperasios (oder Hippasos) und der Hypso. Er stammt aus Pellene in Achaia und nimmt mit seinem Bruder Asterios an der Fahrt der Argonauten teil.